# Aimé De Gendt
Aimé De Gendt (ur. 17 czerwca 1994 w Aalst) – belgijski kolarz szosowy i torowy.
De Gendt jest medalistą mistrzostw Belgii w kolarstwie torowym.

## Osiągnięcia

### Kolarstwo szosowe
Opracowano na podstawie:

2011
- 1. miejsce w Sint-Martinusprijs
  - 1. miejsce na 2. etapie

2012
- 1. miejsce w mistrzostwach Belgii juniorów (jazda indywidualna na czas)
- 1. miejsce w Omloop der Vlaamse Gewesten

2015
- 3. miejsce w mistrzostwach Belgii juniorów (jazda indywidualna na czas)
- 3. miejsce w Tour de Berlin

2016
- 1. miejsce w klasyfikacji górskiej Danmark Rundt

2018
- 2. miejsce w GP Stad Zottegem

2019
- 2. miejsce w Le Samyn
- 1. miejsce w Antwerp Port Epic

2020
- 2. miejsce w Le Samyn
- 3. miejsce w Tour de Luxembourg

2021
- 3. miejsce w Druivenkoers Overijse
- 2. miejsce w Brussels Cycling Classic

## Rankingi

### Kolarstwo szosowe
| Rok             | 2015 | 2016  | 2017 | 2018 | 2019 | 2020 | 2021 | 2022  | 2023 | 2024 |
| --------------- | ---- | ----- | ---- | ---- | ---- | ---- | ---- | ----- | ---- | ---- |
| World Ranking   |      | 1891. | 745. | 271. | 153. | 78.  | 194. | 1279. | 723. | 468. |
| UCI Europe Tour | 635. | 1511. | 511. | 135. | 126. | 64.  | 165. | 887.  | -    | -    |
|                 |      |       |      |      |      |      |      |       |      |      |
| Źródło: UCI     |      |       |      |      |      |      |      |       |      |      |